# Хана Махмальбаф
Хана Махмальбаф (перс. حنا مخملباف; нар. 3 вересня 1988, Тегеран, Іран) — іранська режисерка та сценаристка, донька відомого режисера Мохсена Махмальбафа.

## Біографія
Хана Махмальбаф народилася в Тегерані, Іран в родині відомого режисера та сценариста Мохсена Махмальбафа. Має старшу сестру Саміру. У вісім років Хана кинула школу та стала наймолодшою ученицею The Makhmalbaf Film House, яку відкрив її батько. Під керівництвом тата дівчинка вивчала живопис, фотографію, кінематограф, літературу та поезію.

## Кар'єра
Після ролі в фільмі батька «Мить невинності» восьмирічна Хана зняла короткометражку «День, коли моя тітка була хвора». Стрічка привернула міжнародну увагу на кінофестивалі в Локарно.
Прем'єра документальної стрічки «Радість безумства», знята Ханою в чотирнадцять, відбулась на Каннському кінофестивалі. Її перший художній фільм «Будда вибухнув від сорому» став лауреатом міжнародних кінонагород, зокрема, отримав призи на фестивалях «Молодість», «Берлінале». Махмальбаф продовжила працювати у цьому жанрі. У 2009 з'являється кінострічка «Зелені дні» про події під час виборів у Ірані.
У 2015 стало відомо, що молода режисерка знімає стрічку «Single Mother». Фільм розповідає про мати-одиначку, яка залишила сина на жінку похилого віку, а сама подалася шукати роботу в іншій частині Італії.
Крім кінематографічної діяльності Хана Махмальбаф пише вірші, які були опубліковані в збірці «Visa for one moment». Книга була видана перською, англійською та французькою мовами.

## Фільмографія
| Рік  | Назва                             | Оригінальна назва           | Примітки           |
| ---- | --------------------------------- | --------------------------- | ------------------ |
| 1997 | «День, коли моя тітка була хвора» | Rouzi Keh Khalam Mariz Bood | режисер, сценарист |
| 2003 | «Радість безумства»               | Lezate divanegi             | режисер, сценарист |
| 2007 | «Будда вибухнув від сорому»       | Buda as sharm foru rikht    | режисер            |
| 2009 | «Зелені дні»                      | Ruzhaye sabz                | режисер, сценарист |
|      |                                   | Single Mother               | режисер            |